# Гергард Штайнбауер
Гергард Штайнбауер (нім. Gerhard Steinbauer; 8 червня 1889, Мюнхен — 31 жовтня 1946, Мюнхен) — німецький офіцер, генерал-лейтенант вермахту. Кавалер Німецького хреста в золоті.

## Біографія
7 липня 1909 року поступив на службу в 11-й польовий артилерійський полк. З 1 жовтня 1912 року навчався в артилерійському училищі. Учасник Першої світової війни. З 3 серпня 1914  року служив у 1-й батареї 11-го баварського польового артилерійського полку. З 21 лютого 1915 року — керівник BAK 36 3-го армійського корпусу. З 8 жовтня 1915 року — командир 3-ї батареї, з 10 лютого 1916 року — ад'ютант 1-го дивізіону 11-го баварського польового артилерійського полку. З 28 квітня 1916 року — ад'ютант 2-го польового артилерійського полку ландверу. З 6 липня 1916 року — командир 6-ї батареї 1-го польового артилерійського полку ландверу. З 10 грудня 1917 року — ад'ютант артилерійського командира 6. З 2 липня 1918 року — командир 6-й батареї 11-го баварського польового артилерійського полку.
З 23 грудня 1918 року — офіцер 1-ї батареї 11-го польового артилерійського полку. З 21 лютого 1919 року — командир добровольчої гаубичної батареї в Баварії. З 1 липня 1919 року — командир 45-ї піхотної артилерійської батареї 45-го піхотного полку (3-го баварського) 23-ї бригади (Вюрцбург). З 5 жовтня 1920 року — командир батареї 23-го легкого артилерійського полку (Вюрцбург), з 1 квітня 1924 року — 2-ї батареї 7-го артилерійського полку (Вюрцбург). З 1 жовтня 1926 року — в штабі 7-го артилерійського полку (Нюрнберг), з 1 лютого 1927 року — в штабі комендатури тренувального полігону Графенвера. З 1 квітня 1928 року — командир 7-ї батареї 7-го артилерійського полку (Нюрнберг). З 1 жовтня 1930 року —  в штабі артилерійського командира 7 (Мюнхен). З 1 січня 1933 року — командир 7-го артилерійського дивізіону (Мюнхен), з 1 травня 1933 року — 3-го, з 15 жовтня 1935 року — 7-го спостережного дивізіону (Мюнхен), з 6 жовтня 1936 року — 7-го артилерійського полку (Мюнхен).
З 30 вересня 1939 року — артилерійський командир 106. З 1 січня 1942 року — вищий артилерійський командир 306. З 26 вересня по 18 жовтня 1942 року — командир «Групи Штайнбауера», в яку входила румунська 2-га гірська дивізія. З 28 жовтня по 22 грудня 1942 року — начальник «Командного штабу Штайнбауера». З 18 лютого по 5 березня 1943 року — знову командир «Групи Штайнбауера». З 1 вересня 1943 року — інспектор військової інспекції Мюнхена, з 1 грудня 1943 року — Ґраца, з 15 січня 1944 року — знову Мюнхена.

## Звання
- Лейтенант (7 березня 1912)
- Оберлейтенант (9 липня 1915)
- Гауптман (18 серпня 1919)
- Майор (1 лютого 1931)
- Оберстлейтенант (1 липня 1934)
- Оберст (1 жовтня 1936)
- Генерал-майор (1 жовтня 1940)
- Генерал-лейтенант (1 жовтня 1942)

## Нагороди
- Медаль принца-регента Луїтпольда
- Залізний хрест 2-го і 1-го класу
- Орден «За заслуги» (Баварія) 4-го класу з короною і мечами
- Нагрудний знак «За поранення» в чорному
- Почесний хрест ветерана війни з мечами (1934)
- Медаль «За вислугу років у Вермахті» 4-го, 3-го, 2-го і 1-го класу (25 років)
- Медаль «У пам'ять 13 березня 1938 року»
- Медаль «У пам'ять 1 жовтня 1938»
- Застібка до Залізного хреста 2-го і 1-го класу
- Медаль «За зимову кампанію на Сході 1941/42»
- Медаль «Хрестовий похід проти комунізму» (Румунія)
- Відзнака для східних народів 2-го класу в сріблі з мечами
- Німецький хрест в золоті (10 липня 1943)